# Mjørkadalur
Mjørkadalur este un oraș din Insulele Faroe.